# Nuclear Blast
La Nuclear Blast è un'etichetta indipendente tedesca fondata nel 1987 da Markus Staiger con sedi negli Stati Uniti ed in Brasile. Dedita inizialmente a pubblicazioni hardcore punk, l'attenzione si è spostata poi verso band melodic death metal, grindcore, power metal e black metal tanto che oggi è comunemente considerata l'etichetta leader in ambito metal. La sede centrale è a Donzdorf, in Germania. Distribuisce e promuove anche due etichette ad essa collegate, più focalizzate su metalcore, rock moderno e post-hardcore, ovvero Arising Empire (attiva principalmente in Germania e nel resto d'Europa) e SharpTone Records (attiva principalmente negli Stati Uniti).

## Storia
La Nuclear Blast è stata formata nel 1987 dopo un viaggio in terra statunitense del fondatore Markus Staiger, dove aveva assistito a un concerto della sua band preferita, i Bl'ast. Originariamente quindi l'etichetta aveva il semplice nome di "Blast", ma presto cambiò in "Nuclear Blast". La prima pubblicazione è stata un vinile dal titolo "Senseless Death", una compilation di band hardcore punk statunitensi come Attitudes, Sacred Denial, Impulse Manslaughter e altri, la cui prima edizione di 1000 copie andò esaurita in un anno.
Dopo aver scoperto i Righteous Pigs, Staiger cominciò a mettere sotto contratto band grindcore come Atrocity, Master e Incubus che vendettero più di 30 000 copie e regalarono all'etichetta fama mondiale.
All'inizio degli anni novanta, seguendo il crescendo di popolarità in Europa, la Nuclear Blast mise sotto contratto molti gruppi black metal e death metal, che, a metà di quegli anni, portarono l'etichetta ai primi posti delle classifiche europee. In questo senso il 1997 fu l'anno della svolta e del salto di qualità con album capaci di vendere decine di migliaia di copie come Glory to the Brave degli Hammerfall ed Enthrone Darkness Triumphant dei Dimmu Borgir. Alla fine di quell'anno la Nuclear Blast avrebbe avuto 20 dipendenti con una mail order di oltre 100 pagine attivo in 50 paesi.